# كهف تيلكيلر
كهف تيلكيلر (بالتركية: Tilkiler Mağarası)‏ هو كهف في تركيا يقع بجوار قرية تيلكيلر.